# Baia Nouă
Baia Nouă (cz. Nové Doly) – wieś w Rumunii, w okręgu Mehedinți, w gminie Dubova. W 2011 roku liczyła 126 mieszkańców.